# Adriana Londoño
Adriana Londoño (São Paulo, 20 de agosto de 1971) é uma atriz brasileira. Estudou Artes Cênicas, na Unicamp, em São Paulo,  de 1989 a 1992. Depois foi para a Europa e estudou na Scuola d’Arte Drammatica Paolo Grassi, em Milão, na Itália,  de 1994 a 1996.

## Filmografia

### Televisão
| Ano       | Título              | Personagem                 | Notas                           |
| --------- | ------------------- | -------------------------- | ------------------------------- |
| 1997      | Zazá                | Jacqueline Dumont          |                                 |
| 1998      | Serras Azuis        | Lígia das Graças           |                                 |
| 2000-2001 | Sandy & Junior      | Rebeca                     |                                 |
| 2003      | Linha Direta        | Ângela Diniz               | Episódio: "Ângela e Doca"       |
| 2004      | Seus Olhos          | Flávia                     |                                 |
| 2005      | A Lua Me Disse      | Paulete                    |                                 |
| 2006      | JK                  | Maria de Las Mercedes      |                                 |
| 2006      | Cidadão Brasileiro  | Carmem                     |                                 |
| 2007      | Luz do Sol          | Cleo Bacelar               |                                 |
| 2009      | Poder Paralelo      | Nicia Silva                |                                 |
| 2011      | Rebelde             | Leila Campos Sales Araripe |                                 |
| 2014      | Milagres de Jesus   | Hadassa                    | Episódio: "Um Cego em Betsaida" |
| 2016      | Escrava Mãe         | Irani Goitacá              |                                 |
| 2017      | Apocalipse          | Esmirna Ferreira da Silva  |                                 |
| 2022      | Não Foi Minha Culpa | Renata                     | Episódio 3: "Joana"             |
| 2023      | Mar do Sertão       | Khajida Chaddad            |                                 |

### Cinema
| Ano  | Título       | Personagem          | Notas          |
| ---- | ------------ | ------------------- | -------------- |
| 1994 | Barra Pesada | —                   | Curta-metragem |
| 2012 | O Poeta      | Mulher na cafeteria |                |
| 2024 | Silvio       | Íris Abravanel      |                |

### Teatro
- Escola de Palhaços (1991)
- Tudo de novo no Front (1992)
- O caso dessa tal de Mafalda… (1992-1993)
- Prova de Fogo (1993)
- Eneide – 1º e 2º Studio (1995)
- Förken Julie (1996)
- Terrore e Miseria (1996-1997)
- Putas (1999)
- Amor de Madalena por Jesus (2000)
- Divinas (2003)
- Meu lado daqui, seu lado de lá (2005)
- Ismênia (2006)
- A Graça da Vida (2008)
- As Pontes de Madison (2009)[5]
- O Grande Espírito da Intimidade (2011-2012)
- Um Edifício chamado 200 (2013)
- Na cozinha com a autora (2014)
- Zibaldone (2017)